# Розтягнення зв'язок
Розтягнення зв'язок (лат. distorsio або часткове пошкодження зв'язок) — травма, яка виникає при дії на тканини сили у вигляді тяги, яка незначно перевищує фізіологічні властивості та не порушує анатомічну безперервність таких еластичних утворень як зв'язки. Найчастіше розтягнення виникає в зоні суглобів — надп'ятково-гомілкового, променево-зап'ясткового, колінного. Основною функцією зв'язки є забезпечення пасивної стабілізації суглоба, і вона відіграє важливу роль у пропріоцептивній функції.

## Симптоми
В клінічній картині розтягнення зв'язок буде часткове порушення функції пошкодженого сегмента, локальний біль, набряк, болючі активні рухи.
Значне розтягнення зв'язок може виглядати та мати ознаки як розрив зв'язок або перелом кістки, і іноді медичним працівникам може бути важко відрізнити їх.

## Класифікація
Тяжкість розтягнення зв'язок оцінюється залежно від того, наскільки сильно була пошкоджена зв'язка та чи став суглоб нестабільним. Суглоб може стати нестабільним, коли пошкоджена зв'язка більше не в змозі надавати йому нормальну підтримку:
- I ступінь — структурне пошкодження лише на мікроскопічному рівні, з невеликою місцевою болючістю та без нестабільності суглоба.[3]
- II ступінь — часткове пошкодження (розрив) зв'язки, видимий набряк і помітна болісність, але без нестабільності суглоба (або з легкою нестабільністю).[3]
- III ступінь — важке розтягнення: повний розрив зв'язок зі значним набряком і нестабільністю суглоба.[3]

Розтягнення зв'язок легкого та середнього ступеня тяжкості лікуються консервативно і зазвичай гояться через 6 тижнів.

## Діагностика
У випадку розтягнення м'яких тканин у зоні суглобів необхідно проводити рентгенологічне обстеження для оцінки кісткових структур, а для візуалізації м'яких тканин застосовують МРТ або ультразвукове дослідження.

## Лікування
Лікування розтягнення зв'язок містить у собі створення спокою пошкодженій ділянці тіла, місцеве прикладання холоду, призначення знеболювальних препаратів. Із 3-ї доби призначають УВЧ-терапію, електрофорез з анестетиками, пізніше — теплові процедури. При виникненні значних підшкірних гематом проводиться пункція для евакуації вмісту порожнини. Після цього на рану накладають стискаючу пов'язку.